# Peter Herrmann (Judoka)
Peter Herrmann (* 25. Januar 1941 in Berlin) ist ein ehemaliger deutscher Judoka.
Peter Herrmann trainierte Judo im Polizei SV Berlin. 1963 erkämpfte er bei den Amateur-Europameisterschaften eine Bronzemedaille in der Gewichtsklasse unter 80 Kilogramm. Bei den Judo-Europameisterschaften 1966 gewann er hinter dem Niederländer Joop Gouweleeuw die Silbermedaille im Halbschwergewicht, der Gewichtsklasse bis 93 Kilogramm. 1967 gewann er in Rom seinen ersten Europameistertitel durch einen Sieg über den Franzosen Pierre Albertini. Bei den Weltmeisterschaften 1967 in Salt Lake City erkämpfte Herrmann zwei Bronzemedaillen, eine im Halbschwergewicht und eine in der offenen Klasse. 1968 gewann er in Lausanne seinen zweiten Europameistertitel, wobei er im Finale Helmut Howiller aus der DDR bezwang. Bei den Weltmeisterschaften 1969 in Mexiko-Stadt gewann er die Silbermedaille hinter dem Japaner Fumio Sasahara.
Herrmann war 1962 Deutscher Meister im Schwergewicht. Von 1965 bis 1969 gewann Herrmann fünfmal den Deutschen Meistertitel im Halbschwergewicht. Mit dem PSV Berlin war er 1964 Deutscher Mannschaftsmeister.
1970 ging Peter Herrmann nach Frankreich und baute eine Judoschule in Grenoble auf. Daneben betreute er die französische Nationalmannschaft und veröffentlichte unter dem Namen Pierre Herrmann seine Lehrmethoden. Nach dreizehn Jahren in Frankreich ging er 1983 nach Australien und half dort, eine Judolehrer-Ausbildung aufzubauen. Peter Herrmann lebt in Australien und war dort über dreißig Jahre als Trainer und Funktionär aktiv. Sein Sohn ist der ehemalige Fußballprofi Christian Herrmann.